# Getelomoor
Getelomoor is een plaats in de Duitse gemeente Getelo, in de Duitse deelstaat Nedersaksen, en maakt deel uit van de Grafschaft Bentheim. Getelomoor is een van de twee Ortsteile in de gemeente Getelo. Het ligt ten westen van Getelo en ten zuidwesten van Itterbeck. Het ligt aan de Nederlandse grens bij Manderveen.
Tussen 1867 en 1879 werd het land van de marke Getelo herverkaveld (toen heette het een Markenverteilung, een van de voorlopers van de ruilverkaveling). Daarna vestigde een van de eerste bewoners zich in het gebied.

## Naam
Moor is een Duits woord voor veen.